# Zernava
Zernava (polska: Czarnowo) var ett gods i närheten av Toruń i Polen som ägdes av en på manssidan 1882 utdöd, friherrlig gren av släkten Ribbing. Stamfar för grenen var Per Linnormsson Ribbing af Zernava (1606-1664).